# 欧文山脊
欧文山脊(Dorsum Owen)是月球澄海中的一道皱岭，其中心月面坐标为25°00′N 11°00′E / 25.0°N 11.0°E，全长50公里，名称取自威尔士古文物研究者、作家及博物学家"乔治·欧文"(George Owen，1552年-1613年8月26日)，1976年被国际天文联合会正式批准接受。